# HMS Anguilla (K500)
«Ангілья» (англ. HMS Anguilla (K500) — військовий корабель, фрегат типу «Колоні» Королівського військово-морського флоту Великої Британії за часів Другої світової війни.
Фрегат «Ангілья» був закладений 1 квітня 1943 року на верфі американської компанії Walsh-Kaiser Company у Провіденсі, в штаті Род-Айленд, як патрульний фрегат типу «Такома» USS Hallowell (PF-72), а пізніше USS Machias (PF-72). 14 липня 1943 року він був спущений на воду, а 15 жовтня 1943 року переданий до Королівських ВМС Великої Британії, де увійшов до бойового складу флоту.

## Історія служби
29 квітня 1945 року під час ескортування конвою RA 66 британські фрегати «Ангілья», «Лох-Інш» та «Коттон» виявили в Баренцевому морі північніше Мурманська та потопили глибинними бомбами німецький підводний човен U-286 з усім екіпажем. Наступного дня «Ангілья» затопив артилерійським вогнем пошкоджений попередньо торпедою U-286 британський фрегат «Гудолл».